# Statsförvaltning
Statsförvaltning är en suverän stats administrativa organ och den verksamhet som utövas av dessa i syfte att  genomföra folkrepresentationens och den parlamentariska regeringens beslut.
Verksamheten styrs genom regler i landets grundlagar och annan lagstiftning samt genom andra beslut som fattas av landets lagstiftande församling och verkställande myndigheter.

## Statsförvaltningarnas funktion
Statsförvaltningen i en stat fungerar som den verkställande maktens förlängda arm. Bland dess viktigaste funktioner kan nämnas:
- Att utöva den exekutiva makten, genom att verkställa fattade beslut.
- Att utöva den dömande makten (domstolar).
- Att utöva kontrollerande och reglerande verksamhet  (tillsynsmyndigheter och liknande).
- Att förmedla samhällstjänster beslutade i lag till medborgarna.

## Statsförvaltningarnas uppbyggnad
Statsförvaltningarnas uppbyggnad skiljer sig åt mellan olika länder, både ifråga om struktur (beroende på landets styrelseskick) men även ifråga om benämningen på beslutande- och verkställandeorgan. Generellt kan man dock ange en statsförvaltnings struktur på följande sätt:
Över statsförvaltningen finns landets lagstiftande församlingar (parlament) och verkställande ledning (regering). Deras tillsättande och arbetssätt styrs av landets grundlagar.
- I den verkställande ledningen finns oftast en formell statschef (oftast en kung/regerande drottning eller president). Statschefen kan spela en aktiv roll i landets styre, eller endast ha representativa funktioner. Där under finns ofta en verklig regeringschef (vanliga titlar för denne är statsminister, premiärminister eller president, men statschefen och regeringschefen kan vara samma befattning) och ett antal fackministrar. Som regel styr varje fackminister ett ministerium (kallas även departement i vissa länder). Regeringschefen är chef över de övriga ministrarna och ansvarar inför landets parlament.
  - Ministerierna ansvarar för utredande av lagstiftningsfrågor inom sitt kompetensområde, samt utfärdar direktiv till de statliga myndigheterna utifrån lagar och förordningar. Varje ministerium har tillsynsansvar för myndigheterna inom sitt kompetensområde.
    - Myndigheterna verkställer beslut fattade i lag fattade av parlamentet, förordningar fattade av regeringen och i direktiv utfärdade av ministerierna.

  - Dessutom finns i allmänhet en regional organisation, som utifrån landets indelning i regioner (som län i Sverige, region i Danmark och delstat i USA) ansvarar för att verkställa regeringens beslut inom den egna regionen.